# 新土岐津站
新土岐津站（日语：／ Shintokitsu eki */?）是位於岐阜縣土岐市，東濃鐵道駄知線的鐵路車站（廢站）。

## 歷史
在駄知鐵道開業時，第一代新土岐津站設置於鐵道省中央本線土岐津站西約200米。在1928年，為了方便乘客，便把路線延伸至土岐津站內，第一代車站被廢除。但是為了方便居民，便於第一代車站西邊500米處新設第二代新土岐津站。當初，部分列車通過第二代車站，因此使用人次較少。在啟用後2至3年已經實際上是暫停運作。

### 年表
- 1922年（大正11年）1月11日：駄知鐵道開業，第一代車站啟用[1]。
- 1928年（昭和3年）3月1日：第一代車站合併至國鐵土岐津站而被廢除。同時為了方便當地居民，設置了第二代車站[1]。
- 約1933年（昭和8年）：實際上暫停營業。
- 1945年（昭和20年）5月23日：申請暫停營運許可[1]。
- 1952年（昭和27年）3月前：車站被廢除[1]。

## 客量變化
| 年度 | 乘車人次 | 下車人次 |
| ---- | -------- | -------- |
| 1929 | 351      | 1,197    |
| 1930 | 49       | 406      |
| 1931 | 62       | 362      |
| 1932 | 63       | 377      |
| 1933 | 56       | 475      |
| 1934 | 161      | 463      |
| 1935 | 195      | 517      |

資料取自《岐阜縣統計書數碼存檔》 （页面存档备份，存于）。在1936-1954年度沒有收錄相關資料。數據取自第二代車站。

## 現況
第一代車站遺址變為東濃鐵道租月租停車場。

## 相鄰車站
東濃鐵道
駄知線
土岐市－新土岐津－神明口

## 注腳
1. 1 2 3 4  今尾惠介監修《日本鐵道旅行地圖帳 7號 東海》新潮社 42頁

## 相關項目
- 日本鐵路車站列表 Shi